# Lahemaa Nationalpark
Lahemaa er en nationalpark i Estland, beliggende ca. 40 km. øst for hovedstaden Tallinn.
Parken blev oprettet i 1971, da Estland var indlemmet i Sovjetunionen. Nationalparkens areal udgør ca. 650 km² og ligger ved nordkysten. Den indeholder mest uberørt skov med smukke søer, fiskerilandsbyer og historiske godser, blandt andet Palmse mõis som er istandsat. Skoven består mest af nåletræer, der findes små vandfald, floder og bække hvor laks og foreller lever.
- Wikimedia Commons har flere filer relateret til Lahemaa Nationalpark

59°34′16″N 25°48′01″Ø / 59.5711°N 25.8003°Ø